# كارلا زامبيلي
كارلا زامبيلي (مولودة في 3 يوليو 1980) ناشط سياسية وسياسية برازيلية. اكتسبت زامبيلي مؤسِّسة حركة في الشوارع، سمعة سيئة من خلال نشاطها المؤيد لعزل الرئيسة السابقة ديلما روسيف. في انتخابات عام 2018 تم انتخابها نائبة فيدرالية عن مدينة ساو باولو من قبل الحزب الاجتماعي الليبرالي.
تتمتع زامبيلي بملف يتماشى مع اليمين السياسي، لكونها ليبرالية اقتصادية ومحافظة اجتماعية. في عام 2017 أعلنت نفسها ملكية، بعد محادثات مع أفراد من العائلة الإمبراطورية. إنها ضد سياسة الكوتا، باستثناء الأشخاص ذوي الإعاقة.
في انتخابات عام 2018 تم انتخابها نائبة فيدرالية من قبل الاجتماعي الليبرالي وقالت إن مسار عملها في مجلس النواب سيستمر في محاربة الفساد. وبحسب زامبيلي، سيتم تحقيق ذلك من خلال ثلاث ركائز: «ولايات أقل والمزيد من العدالة والتعليم الحقيقي».